# Estação Central (Metrô do Distrito Federal)
A Estação Central é uma das estações do Metrô do Distrito Federal, situada em Brasília, seguida da Estação Galeria. Administrada pela Companhia do Metropolitano do Distrito Federal, é uma das estações terminais da Linha Verde e da Linha Laranja.
Foi inaugurada em 31 de março de 2001. Localiza-se no cruzamento do Eixo Rodoviário de Brasília com o Eixo Monumental na região central de Brasília. Atende a região administrativa de Brasília.

## Localização
Localiza-se na região central de Brasília, mais precisamente no Eixo Monumental. Em suas imediações se localiza a Rodoviária do Plano Piloto, o principal terminal de ônibus do Distrito Federal.

## Acessos
O acesso à estação é feito, além de escadarias e escadas rolantes, também por elevador, facilitando a locomoção de deficientes com dificuldades. Além disso, os usuários procedentes da Rodoviária do Plano Piloto têm acesso à estação por uma passarela de 80 metros de extensão.

## Integrações
Além da Rodoviária do Plano Piloto, a estação está integrada à uma estação rodoviária, que atualmente é o principal ponto de embarque das linhas de ônibus urbanas e metropolitanas.
As seguintes linhas de ônibus operadas pela TCB estão integradas:
- 108.0 - Rod. Plano Piloto / Três Poderes
- 108.3 - Rod. Plano Piloto / STJ - TSJ (Pier 21)
- 108.5 - Rod. Plano Piloto / Shopping Popular (Rodoferroviária - Esplanada)
- 108.4 - Rod. Plano Piloto / Esplanada / Buriti
- 108.6 - Rod. Plano Piloto / Shopping Popular (Rodoferroviária)
- 108.7 - Rod. Plano Piloto / Buriti / QGE / SMU / Rodoviária
- 108.8 - Rod. Plano Piloto / W3 Sul / Term. Asa Sul / Nova Rod. Interestadual